# カステル・ボロニェーゼ
カステル・ボロニェーゼ（伊: Castel Bolognese）は、イタリア共和国エミリア＝ロマーニャ州ラヴェンナ県にある、人口約9,500人の基礎自治体（コムーネ）。

## 名称
地名は分かち書きにせず、カステルボロニェーゼ (Castelbolognese) と記されることもある。

## 地理

### 位置・広がり

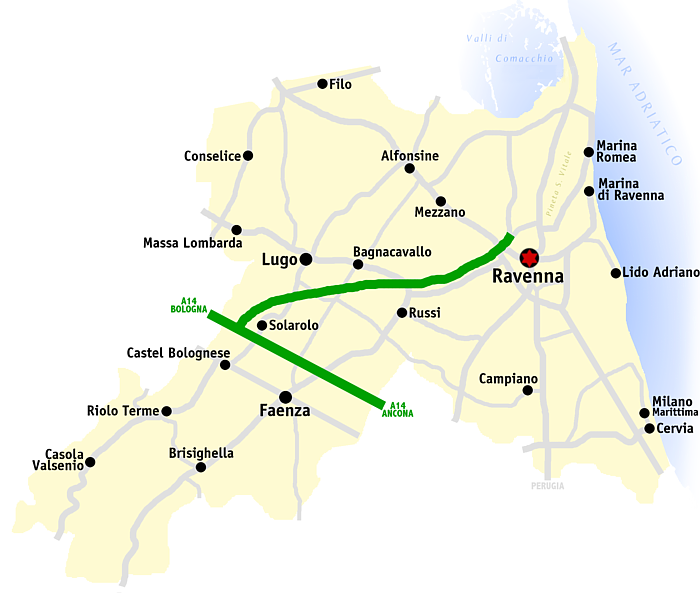
ラヴェンナ県概略図

ラヴェンナ県南西部に位置する。

#### 隣接コムーネ
隣接するコムーネは以下の通り。括弧内のBOはボローニャ県所属を示す。
- ファエンツァ
- イーモラ (BO)
- リオーロ・テルメ
- ソラローロ

### 気候分類・地震分類
カステル・ボロニェーゼにおけるイタリアの気候分類 (it) および度日は、zona E, 2279 GGである。
また、イタリアの地震リスク階級 (it) では、zona 2 (sismicità media) に分類される。

## 行政

### 分離集落
カステル・ボロニェーゼには、以下の分離集落（フラツィオーネ）がある。
- Biancanigo, Borello, Campiano, Casalecchio, Pace, Serra

## 姉妹都市
- アプツグミュント、ドイツ